# Datum Austria

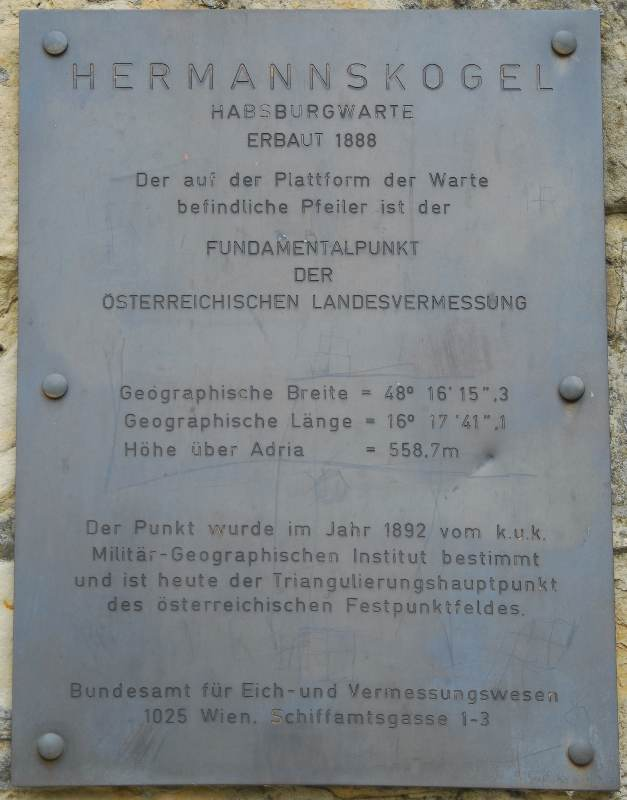
Tafel auf der Habsburgwarte am Hermannskogel

Das Bezugssystem Datum Austria bildet die geodätische Grundlage einer für Österreich optimierten Kartendarstellung der Erdoberfläche (siehe auch geodätisches Datum). Es wird in Österreich auch als Gebrauchssystem, Landeskoordinatensystem, MGI (dies ist die amtliche Kurzbezeichnung), MGI (Ferro) oder AT_MGI bezeichnet. Der OGP EPSG Code (d. h. der Code der European Petroleum Survey Group Geodesy) des Datums Austria lautet 4805 bei Bezug auf Ferro und 4312 bei Bezug auf Greenwich.
Das Bezugssystem baut auf der Triangulierung des Militärgeographischen Institutes (MGI) auf, das um 1900 die Grundlagen des modernen Vermessungsnetzes des gesamten Staatsgebietes von Österreich-Ungarn legte.

## Vorgaben
Zum MGI-Bezugssystem gehören vor allem folgende Vorgaben:
- als Referenzellipsoid für die mathematische Erdfigur das Bessel-Ellipsoid
- zu dessen genauer Lagerung im Erdkörper die Übernahme der astronomischen Breite und Länge des Fundamentalpunktes Hermannskogel (höchster Berg Wiens)
- zur Orientierung im System der geografischen Koordinaten die Übernahme des astronomischen Azimuts vom Punkt Hermannskogel zum Trigonometrischen Punkt Hundsheimer Berg (nahe der Grenze zu Ungarn und zur heutigen Slowakei).
- Als Projektionssystem wird derzeit das Gauß-Krüger-Koordinatensystem mit dem Nullmeridian von Ferro (17° 40' westlich von Greenwich) verwendet.

## Verwendung
Auf dem Datum Austria basieren z. B. das Österreichische Bundesmeldenetz (BMN) und die ÖAMTC-Straßenkarten im Maßstab 1:150.000 (Ed. Hölzel, Wien). Weitere Informationen zur Geschichte der Österreichischen Kartenbezugssysteme finden sich auch in "Photogrammetric Engineering & Remote Sensing", March 2004.

## Geschichte
Mit der Selbständigkeit der einzelnen Nationalstaaten nach dem Ersten Weltkrieg wurde das MGI-Datum in Österreich trotz seiner Randlage beibehalten, um nicht die Koordinaten aller Vermessungspunkte und von Millionen Grenzpunkten ändern zu müssen. Die östlichen Nachbarstaaten gingen jedoch auf andere, für ihr Staatsgebiet zentraler gelegene Fundamentalpunkte über.

## Umrechnungen
Um Koordinaten, die sich z. B. auf das globale WGS84- bzw. das Europäische ETRS89-Datum beziehen, auf Koordinaten im Datum Austria umzurechenen (und umgekehrt), ist eine Koordinatentransformation erforderlich.

### Helmert-Transformation
Für eine verzerrungsfreie Transformation zwischen verschiedenen Bezugssystemen wird üblicherweise die Helmert-Transformation verwendet. Die folgende Tabelle listet die sieben Parameter einer Helmert-Transformation aus dem WGS84 bzw. ETRS89 in das Datum Austria:
| Startsystem | Zielsystem    | cx (Meter) | cy (Meter) | cz (Meter) | s (ppm) | rx (Bogensekunde bzw. Neusekunde) | ry (Bogensekunde bzw. Neusekunde) | rz (Bogensekunde bzw. Neusekunde) |
| ----------- | ------------- | ---------- | ---------- | ---------- | ------- | --------------------------------- | --------------------------------- | --------------------------------- |
| WGS84       | Datum Austria | −577.326   | −90.129    | −463.919   | −2,4232 | 5,1366″ bzw. 15,8537cc            | 1,4742″ bzw. 4,5500cc             | 5,2970″ bzw. 16,3489cc            |

Bei der Helmert-Transformation von WGS84-GPS-Daten ist zu beachten, dass die Parameter für Verzerrung (s) und Drehung (cx, cy, cz) aus den Messungen des Bundesamtes für Eich- und Vermessungswesen (BEV) im Rahmen des Projekts AGREF (Austrian Geodetic Reference Frame) nicht bzw. nur beschränkt für unkorrigierte GPS-Empfänger und -Software geeignet sind.
Bei Anwendung der Helmert-Transformation mit den Parametern des BEV kann eine Genauigkeit von durchschnittlich 1,5 m über ganz Österreich erwartet werden. Eine Helmert-Transformation kann nicht ohne weiteres auf eine reine x,y,z-Verschiebung gekürzt werden.

### Molodenski-Transformation
Alternativ können auch die Drei-Parameter-Molodenski-Transformation oder eine einfache x,y,z-Verschiebung verwendet werden.
In marktüblichen GPS-Empfängern werden folgende Werte für die Molodenski-Transformation des WGS84 auf das Datum Austria verwendet. Der Wert ΔA bezieht sich auf die Differenz der Achsenlängen vom WGS84- zum Bessel-1841-Ellipsoid und der Wert ΔF auf die Differenz der Abplattung:
| Startsystem | Zielsystem    | Marke/Produkt      | Bezeichnung | cx (m) | cy (m) | cz (m) | ΔA (m)  | ΔF (x104)  |
| ----------- | ------------- | ------------------ | ----------- | ------ | ------ | ------ | ------- | ---------- |
| WGS84       | Datum Austria | Garmin             | Austria NS  | 596    | 87     | 473    | 738     | 0,1003748  |
| WGS84       | Datum Austria | Magellan, sonstige | User        | 577,3  | 90,1   | 493,9  | 739,845 | 0,10037483 |

### Programm cs2cs
Das Programm cs2cs, das Teil der PROJ.4-Bibliothek ist, eignet sich zur Umrechnung von Koordinaten, die sich auf das Datum Austria beziehen, in andere Koordinaten- und Referenzsysteme und umgekehrt.
Die EPSG Codes für Österreich sind:
- geografische Länge und Breite: 3906, 4312, 4805
- transversale Mercatorprojektion: 31251–31286 und 31288–31290
- Lambert-Projektion: 31287.

Als Beispiel die Umrechnung von Gauß-Krüger-Koordinaten bezogen auf Datum Österreich aus einem Katasterplan im Osten Österreichs (Irenental) in geografische Länge und Breite bezogen auf WGS84:
```
       cs2cs +init=epsg:31256 +to +init=epsg:4326
```

In EPSG:31256 sind die Helmert-Parameter definiert, die in obiger Tabelle in der GPS-Zeile angegeben sind. Es können aber auch selbst die Parameter angegeben werden. Das Programm entscheidet nach der Anzahl der Parameter (3 oder 7), welche Transformation (Molodenski oder Helmert) zu verwenden ist. Die Befehlszeile ist dann:
```
       cs2cs +proj=tmerc +ellps=bessel +lon_0=16.33333333333333 +x_0=0 +y_0=-5000000 \
                         +towgs84=577.326,90.129,463.919,5.137,1.474,5.297,2.4232 +units=m \
             +to +proj=longlat +ellps=WGS84 +datum=WGS84
```